# Franz Passow

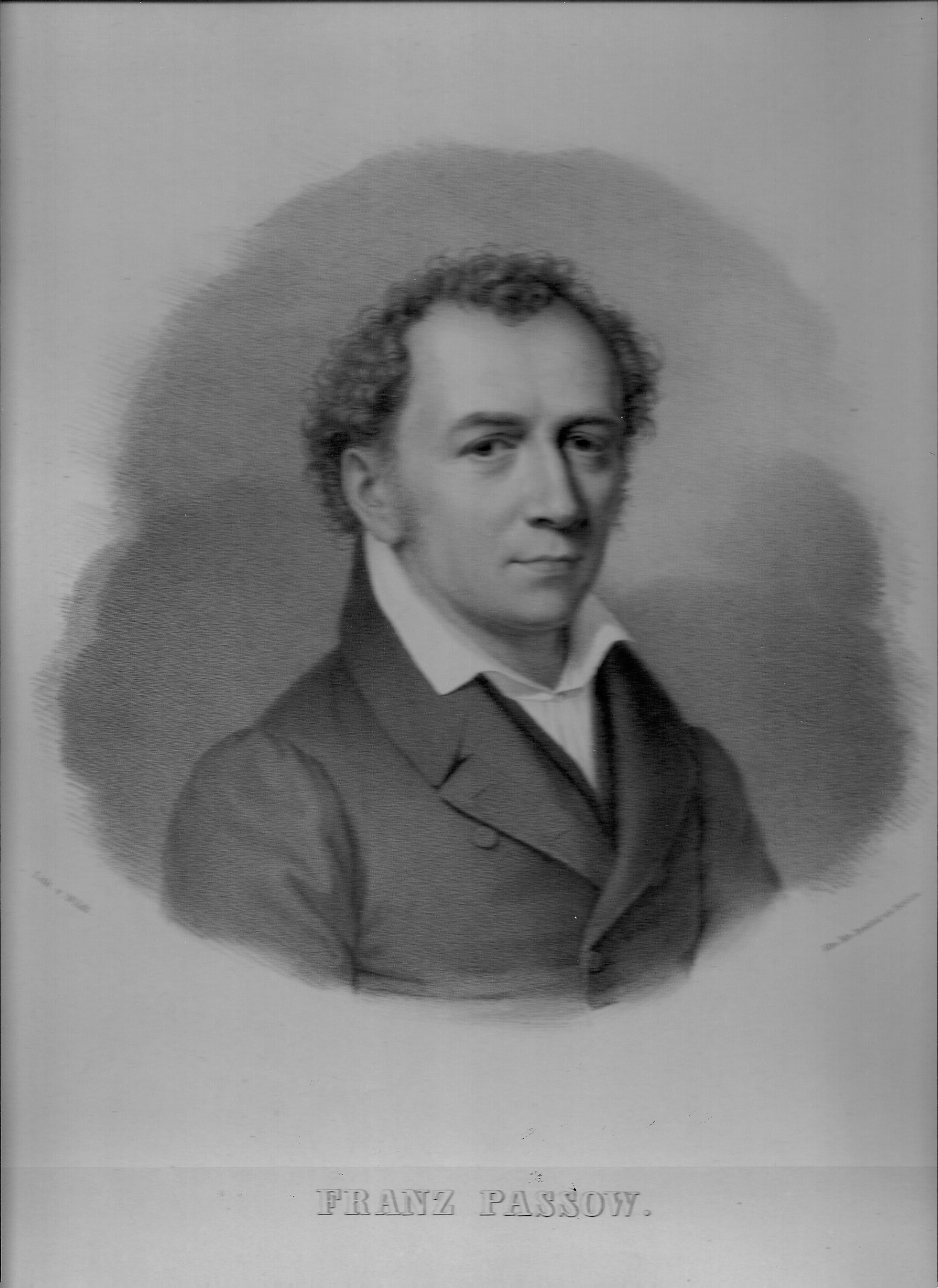
Franz Passow

Franz Ludwig Carl Friedrich Passow (* 20. September 1786 in Ludwigslust; † 11. März 1833 in Breslau) war ein deutscher Klassischer Philologe.

## Leben
Franz Passow war das älteste Kind (von insgesamt 13) des mecklenburg-schwerinschen Konsistorialrats, Superintendenten und Hofpredigers Moritz Passow (1753–1830) und dessen Ehefrau Wilhelmine Margaretha, geb. Beust. Carl Passow (1798–1860), späterer Dozent am Joachimsthalschen Gymnasium, war ein jüngerer Bruder.
Nach der Schulzeit in seinem Heimatort (z. T. auch durch Hauslehrer) kam Passow mit 16 Jahren 1802 an das Gymnasium Illustre in Gotha und blieb dort zwei Jahre lang. Zu seinen Lehrern dort gehörte u. a. Friedrich Jacobs.
1804 begann Passow mit 18 Jahren Theologie an der Universität Leipzig zu studieren. Nach eigenen Aussagen waren vor allem Gottfried Hermann (Griechisch) und Christian Daniel Beck (Latein) für ihn prägend. Gefördert durch seine Lehrer machte Passow anlässlich einer Einladung des Altertumswissenschaftlers Friedrich August Wolf in Halle (Saale) 1805 die Bekanntschaft von Johann Wolfgang von Goethe. Zu dieser Zeit studierte Passow bereits – beeinflusst durch Herrmann – Philologie. Gefördert und unterstützt durch Goethe, bekam er eine Anstellung als Professor für Griechisch am Wilhelm-Ernst-Gymnasium in Weimar. Passow verließ ohne Abschluss die Universität und trat im Mai 1807 dieses Amt an.
1810 berief man Passow als Stellvertreter des Direktors Reinhold Bernhard Jachmann an das Conradinum in Jenkau bei Danzig. Als 1814, bedingt durch die Befreiungskriege, das Conradinum geschlossen wurde, ging Passow nach Berlin, um dort bei F. A. Wolf weiter zu studieren. 1815 nahm Passow einen Ruf als ordentlicher Professor der Altertumswissenschaften an die Universität Breslau an. In diesem Jahr erhielt er zugleich die Ehrendoktorwürde der Berliner Universität.
1808 heiratete Passow in Gotha Luise Wichmann, die Tochter von Christian Rudolf Karl Wichmann, und hatte mit ihr einen Sohn, Wilhelm Arthur Passow (1814–1864). 1814 starb Passows Ehefrau und nach zwei Trauerjahren heiratete er in zweiter Ehe 1816 in Breslau Christine, eine Tochter des Literaturhistorikers Ludwig Wachler. Mit ihr hatte er vier Töchter und drei Söhne; darunter Rosa, die spätere Ehefrau des Juristen Adalbert Falk.
1829 betraute man Passow mit der Leitung des Breslauer Akademischen Kunstmuseums. In Breslau entstand nach einigen Vorarbeiten auch sein Hauptwerk: das Handwörterbuch der griechischen Sprache, das eine grundlegende Überarbeitung des Wörterbuchs von Johann Gottlob Theaenus Schneider darstellte. Passows Handwörterbuch bildete wiederum die Grundlage für das Greek-English Lexicon von Henry George Liddell und Robert Scott.
Neben seiner eigentlichen Arbeit als Pädagoge war Passow auch politisch sehr aktiv. Zusammen mit seinem Kollegen Jachmann gab Passow 1812 die Zeitschrift Archiv deutscher Nationalbildung heraus. 1819/20 wurde er zusammen mit Christian Wilhelm Harnisch und Hans Ferdinand Maßmann als Turnerfreund während der Breslauer Turnfehde „aktenkundig“.
Auch als Übersetzer von griechischen und lateinischen Klassikern machte sich Passow einen Namen. 1829 veröffentlichte er zusammen mit Karl Ernst Christoph Schneider das Museum criticum Vratislaviense.
Nach kurzer schwerer Krankheit starb Franz Passow im Alter von 46 Jahren.

## Schriften
als Autor
- Grundzüge der griechischen und römischen Literaturgeschichte. Dümmler, Berlin 1816. 2. Ausgabe 1829.
- Zur Rechtfertigung meines Turnlebens und meines Turnziels. Verlag Max, Breslau 1818.
- Turnziel. Turnfreunden und Turnfeinden. Verlag Max, Breslau 1818.
- Verlegeranmaaßung. Rückmann Verlag, Leipzig 1826.
- Die Lehre vom Zeitmasse der griechischen Sprache. Vogel, Leipzig 1827 (6 Tafeln)
- Opuscula academica. Vogel, Breslau 1835 (Hrsg. Johann Nikolaus Bach)
- Franz Passows vermischte Schriften. Brockhaus, Leipzig 1843 (Hrsg.: Wilhelm Arthur Passow)
- Handwörterbuch der griechischen Sprache. Band I,1–II,2. 1819–1823 (Johann Gottlob Schneider’s Handwörterbuch der griechischen Sprache); 4. Auflage 1831; 5. Auflage, neu bearbeitet von Valentin Chr. Fr. Rost, Friedrich Palm, Otto Kreußler, Karl Keil, Ferdinand Peter und G. E. Benseler, in 2 Bänden. Vogel, Leipzig 1841–1857; Neudrucke Wissenschaftliche Buchgesellschaft, Darmstadt 1993, ISBN 3-534-04352-9, und 2008.

als Herausgeber
- Archiv deutscher Nationalbildung. Sauer & Auvermann, Frankfurt/M. 1969 (Repr. d. Ausg. Berlin 1812)
- Museum criticum Vratislaviense
- Corpus scriptorum eroticorum graecorum. Teubner, Leipzig 1811 (griech.-dt.)

1. Parthenios von Nicaea: Erotica pathemata
2. Xenophon von Ephesos: Ephesiaka

als Übersetzer
- Johannes Secundus: Küsse. Leipzig 1807 (lat.-dt.)
- Aulus Persius Flaccus: Über das Leben und die Schriften des Persius. Text und Übersetzung. Verlag Fleischer, Leipzig 1810
- Musaeus: Urschriften. Einleitung und kritische Anmerkungen. Verlag Fleischer, Leipzig 1810 (griech.-dt.)
- Longos: Daphnis und Chloe. Verlag Vogel, Leipzig 1811 (griech.-dt.)
- Tacitus: Germania. Verlag Max, Breslau 1817 (lat.-dt.).
- Dionysios Periegetes: Orbis errarum descriptio. Teubner, Leipzig 1825 (lat.-dt.).

## Nachweise
1. ↑  Weimarisches Wochenblatt vom 27. Mai 1807, S. 203.

| Personendaten    | Personendaten                                            |
| ---------------- | -------------------------------------------------------- |
| NAME             | Passow, Franz                                            |
| ALTERNATIVNAMEN  | Passow, Franz Ludwig Carl Friedrich (vollständiger Name) |
| KURZBESCHREIBUNG | deutscher Klassischer Philologe                          |
| GEBURTSDATUM     | 20. September 1786                                       |
| GEBURTSORT       | Ludwigslust                                              |
| STERBEDATUM      | 11. März 1833                                            |
| STERBEORT        | Breslau                                                  |